# Uroptychus ciliatus
Uroptychus ciliatus is een tienpotigensoort uit de familie van de Chirostylidae. De wetenschappelijke naam van de soort is voor het eerst geldig gepubliceerd in 1933 door Van Dam.